# DMS (기업)
DMS는 대한민국의 디스플레이 제조 장비기업이다. 
HDC(고집적 세정 장비)로 습식 세정장비 시장에서 우위에 있으며 LG디스플레이 및 BOE에 독점 공급하고 있다 본사는 경기도 용인시 기흥구 흥덕중앙로 120 유타워 6층(영덕동)에 위치해 있다.

## 종속기업
- 위해전미세광기전유한공사
- 비올

## 논란
- 2024년 박 회장이 두 딸에게 경영권을 승계하기 위해 개인회사인 정본글로벌에 일감을 몰아주어 논란이 되고 있다[3] 회사의 소액주주연대가 최대주주와의 지분율 15%의 차이를 극복하지 못하며 주주제안 안건 통과에 실패하였다[4]
- 2025년 감사인 동성회계법인은 DMS와 정본메디컬(창업주인 박용석 전 대표와 두 자녀가 100% 보유한 회사)의 거래를 문제 삼아 의견 거절을 받아 상장폐지 위기에 몰렸다.[5]

## 연혁
- 1999년: 디엠에스 설립
- 2014년: 호남풍력발전소 운영
- 2019년: 중형 풍력 발전기 공동개발

## 상장
2004년에 코스닥 시장에 상장하였다.

## 참고 문헌
1. ↑  김창현, DMS, 글로벌 1위 디스플레이 세정 기업…"수주 사이클 기대"-NH, 머니투데이, 2024.02.28
2. ↑  이형진, 한국IR협의회 기술분석보고서-DMS, 2019. 8. 8
3. ↑  김민기, 박용석 DMS 의장, 정본글로벌 통해 경영권 승계?, 딜사이트, 2024년 3월 6일
4. ↑  김민기, 이석화 DMS 대표 "성과 창출, 주가 부양 힘쓸 것", 딜사이트, 2024년 3월 26일
5. ↑  “한때 '시총 9조' 금양까지…벌써 31개사 줄상폐 위기”. 《한국경제》. 2025년 3월 23일. 2025년 3월 24일에 확인함.